# Jörg Kempenich
Jörg Kempenich (Bonn, 30 maggio 1965) è un ex schermidore tedesco, vincitore di una medaglia d'argento ed una di bronzo ai campionati mondiali di scherma.